# Río San Martín (vattendrag i Argentina, lat -53,25, long -68,55)
Río San Martín är ett vattendrag i Argentina, på gränsen till Chile. Det ligger i den södra delen av landet, 2 200 km söder om huvudstaden Buenos Aires.
Trakten runt Río San Martín består i huvudsak av gräsmarker. Runt Río San Martín är det mycket glesbefolkat, med 5 invånare per kvadratkilometer.